# Coto pulpar
O canal cementário é preenchido por um tecido conjuntivo maduro, chamado comumente e erroneamente de coto pulpar, embora já consagrado pelo uso. Pertencente ao ligamento periodontal é isento de dentinoblastos, porém rico em fibras e células (cementoblastos) e de outros elementos estruturais próprios desse tecido.